# Église Notre-Dame de Bruges
Ne doit pas être confondu avec Église Notre-Dame-de-la-Poterie (Bruges).
L'église Notre-Dame de Bruges est un édifice religieux catholique de style gothique sis à Bruges en Belgique. Édifiée au XIIIe siècle et XIVe siècle, l'église possède une tour de 122 mètres de haut (sans compter la croix), dont la flèche à elle seule mesure 54 mètres, ce qui en fait un des plus hauts bâtiments en briques du monde.

## Historique
La construction de l'actuelle église Notre-Dame de Bruges (Vrouwekerk) commence XIIIe siècle sur l'emplacement d'une église romane, au cœur historique de la ville de Bruges. Son architecture est composite, trois styles gothiques successifs peuvent y être distingués.
Vers 1230 débute la construction des parties les plus anciennes de l'église actuelle, dans le style gothique scaldien, qui est marqué par l'utilisation de la pierre bleue de Tournai comme matériau principal. La façade occidentale notamment relève essentiellement de ce style, la pierre bleue constitue les parties nobles qui encadrent des moellons de grès plus grossier. Vers 1270 à 1280 environ la construction de l'église intègre le gothique rayonnant d’influence française, en s'inspirant du chœur de la cathédrale de Tournai précédemment construit dans ce style. Il n'y a pas de transition brusque car les éléments du gothique rayonnant et du gothique scaldien sont intégrés ensemble dans une partie de l'édifice. Ces nouvelles parties sont en brique et pierre. Plus tardivement l'église est continuée dans le style gothique brabançon, notamment pour les nefs latérales et le portail du Paradis.
C'est entre 1270 et 1340 que la partie la plus importante et massive de la haute tour est construite, en brique jaune (la couleur originelle de la brique est désormais visible depuis une récente restauration). Cette tour est typiquement flamande et représente un modèle pour de nombreux clochers des régions côtières de la Flandre. Ici elle est placée sur la nef collatérale nord. Vers le milieu du XVe siècle une flèche de 54 mètres de haut en brique rouge et pierre blanche est ajoutée à l'édifice, portant la hauteur totale de la tour de 115,5 mètres, ce qui en fait l'une des plus hautes constructions en brique du monde. Cette tour puissante, jaillissante et aérienne marque fortement le ciel de Bruges, au même titre que le beffroi.

## Patrimoine
- Mausolée de Marie de Bourgogne (1502), de style gothique, sculpté par Jan Borreman, érigé par son mari l'empereur Maximilien Ier du Saint-Empire.
- Mausolée de Charles le Téméraire (1562) (père de Marie de Bourgogne), de style Renaissance, sculpté par Jacques (Jacob) Jonghelinck et érigé par son arrière-arrière-petit-fils, le roi Philippe II d'Espagne.
- Madone de Bruges (1504), de Michel-Ange.
- Ainsi que plusieurs tableaux de primitifs flamands, dont :
  - Transfiguration (1520), de Gérard David ;
  - Vierge des Sept Douleurs (1530) (Diptyque) d'Adrien Isenbrant ;
  - Triptyque de la Passion (1534), de Bernard van Orley ;
  - Nativité (1574), de Pieter Pourbus.
- Lanchalskapel, avec les restes de la sépulture de Pieter Lanchals.

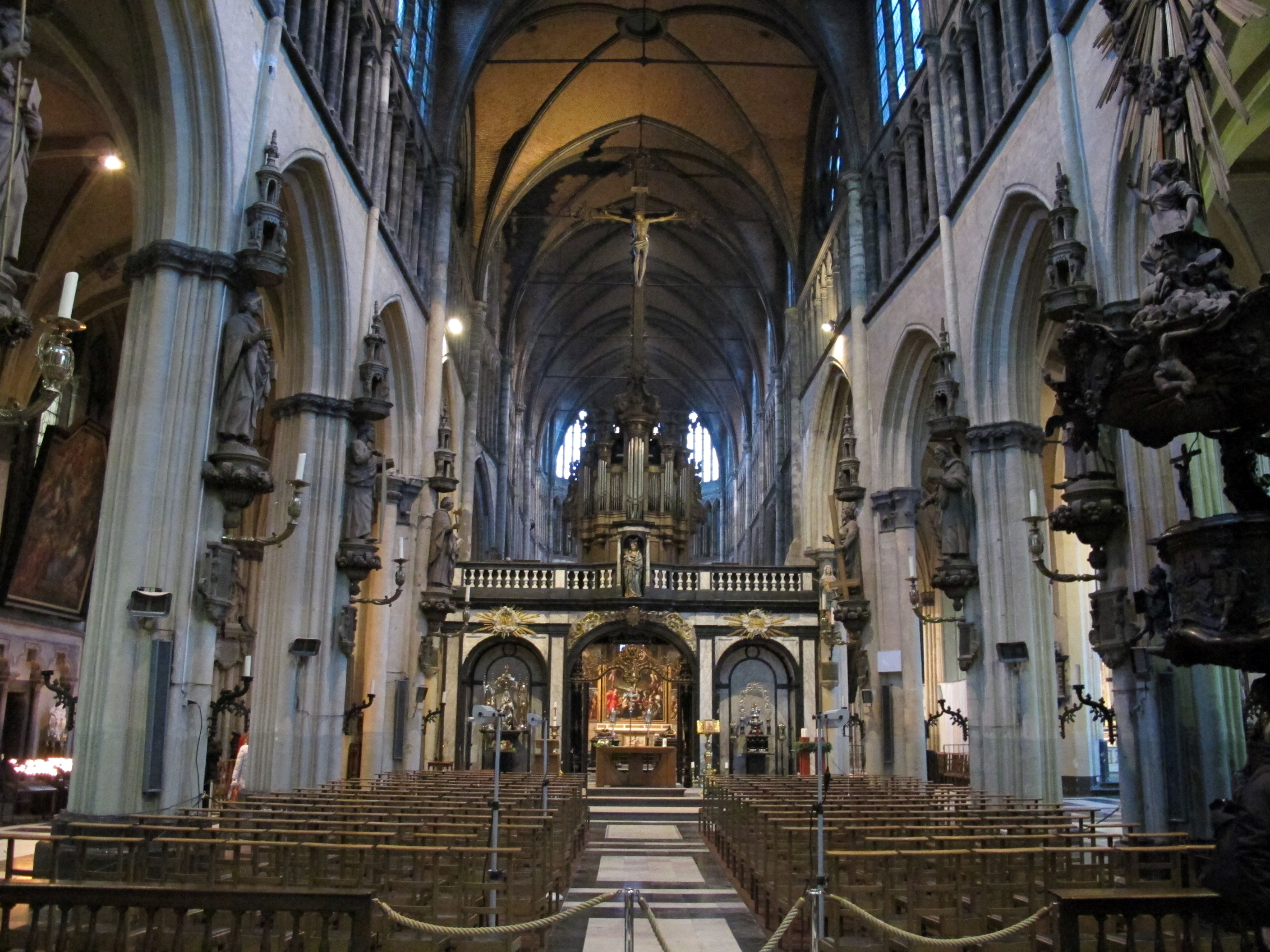
La nef, le jubé et le chœur.
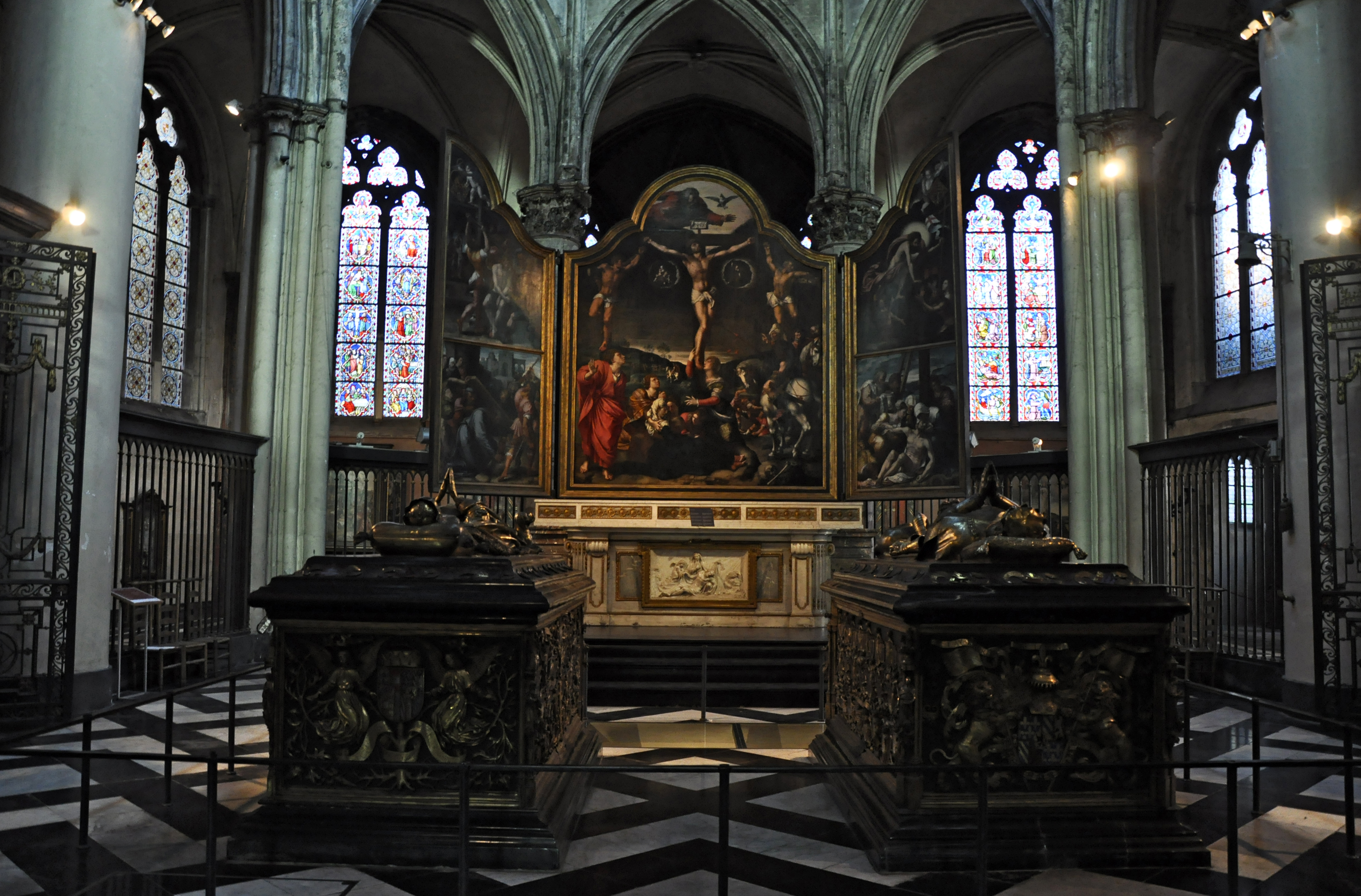
Mausolées de Charles le Téméraire et Marie de Bourgogne.
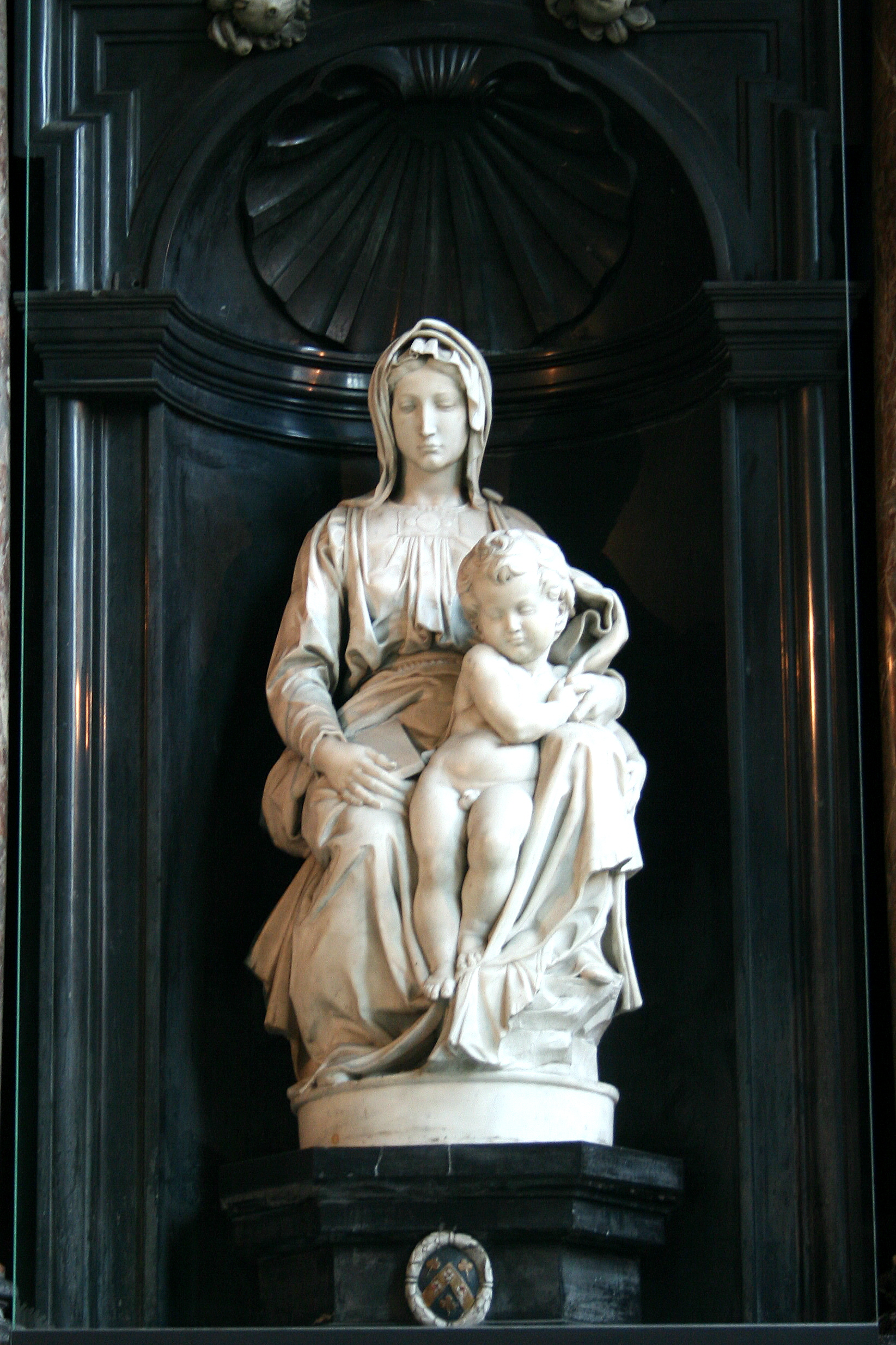
Madone de Bruges (1504), de Michel-Ange.

## Galerie

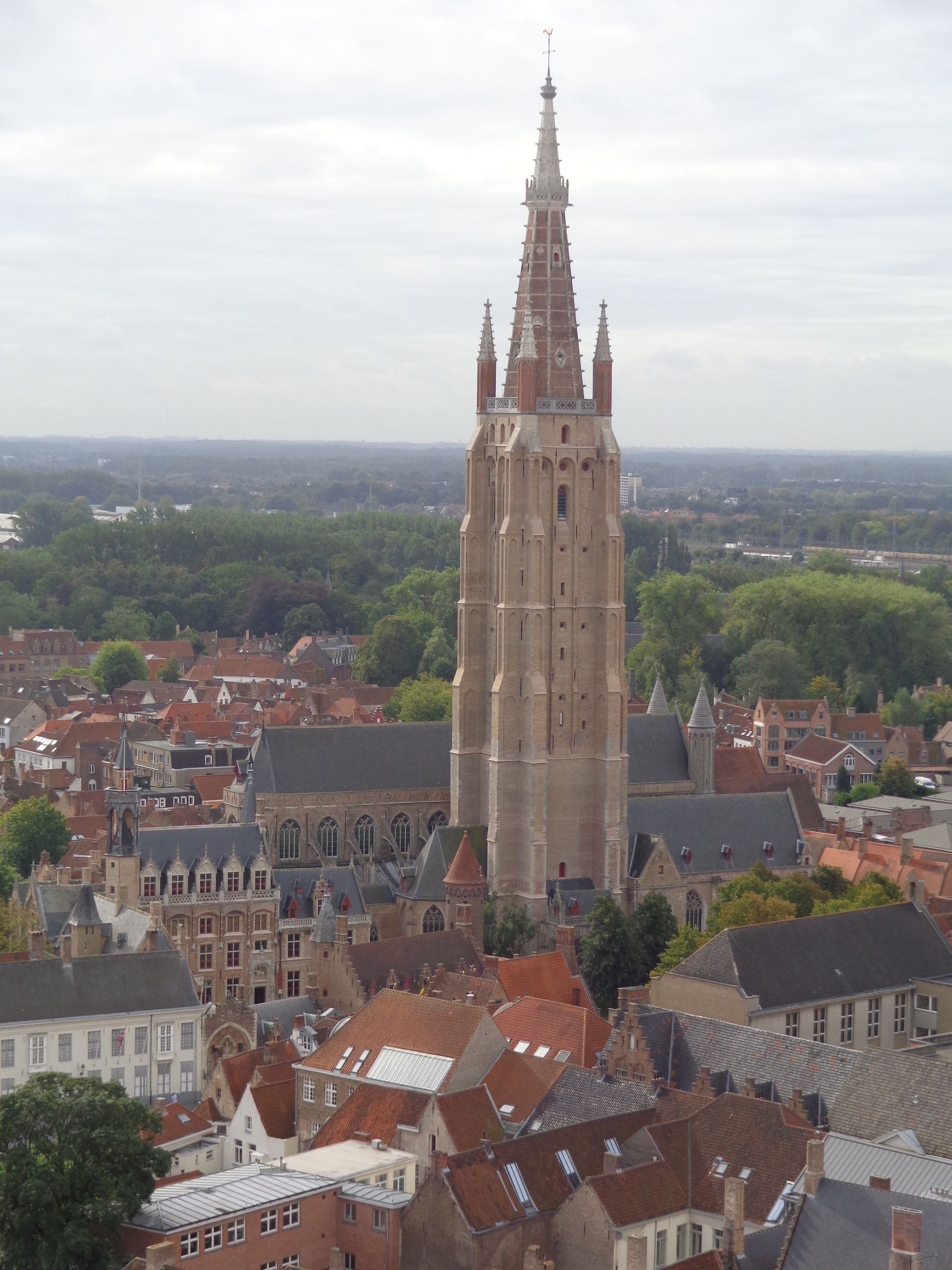
L'église vue depuis le beffroi.
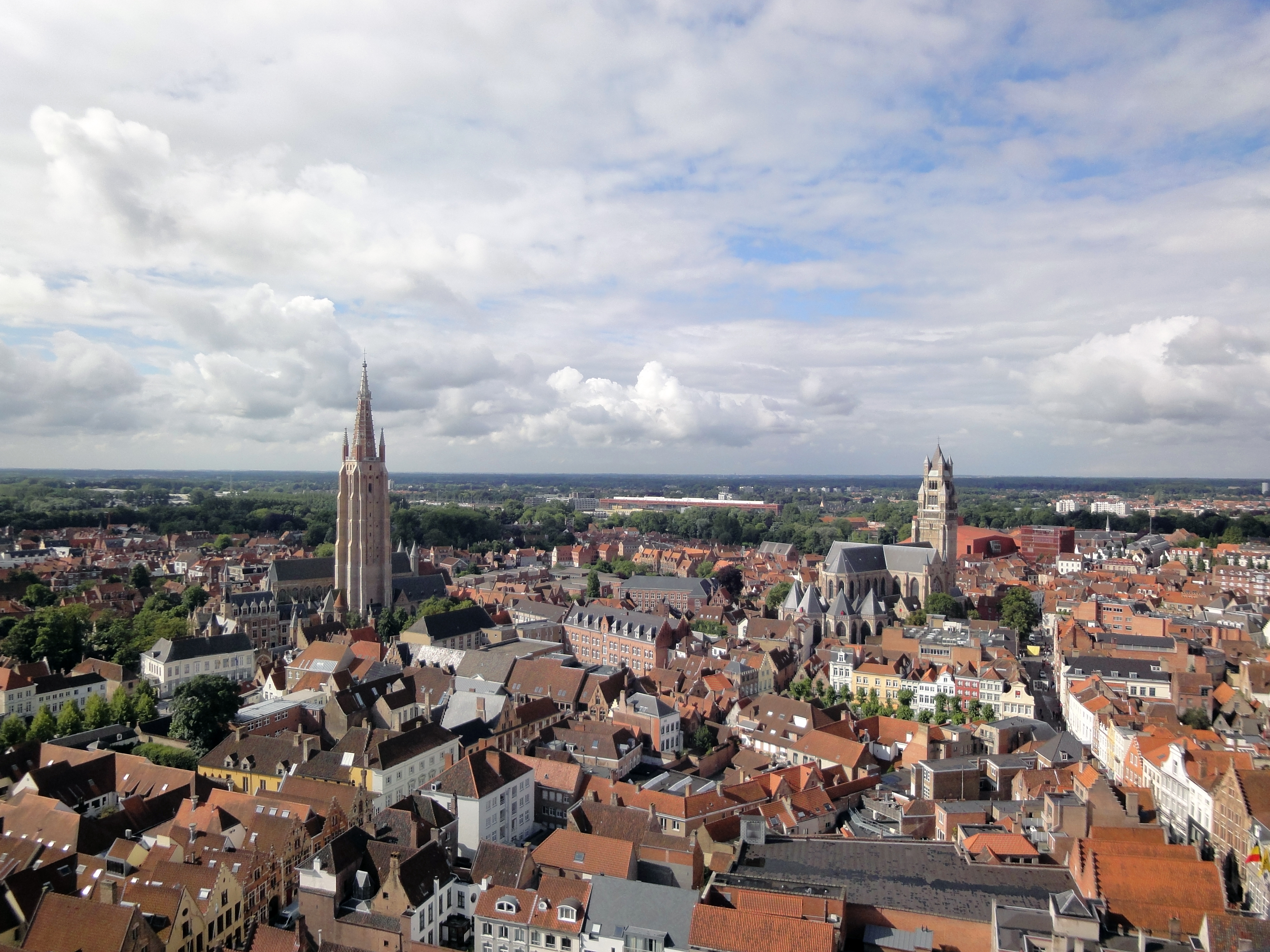
La tour domine la ville. À droite, la cathédrale.
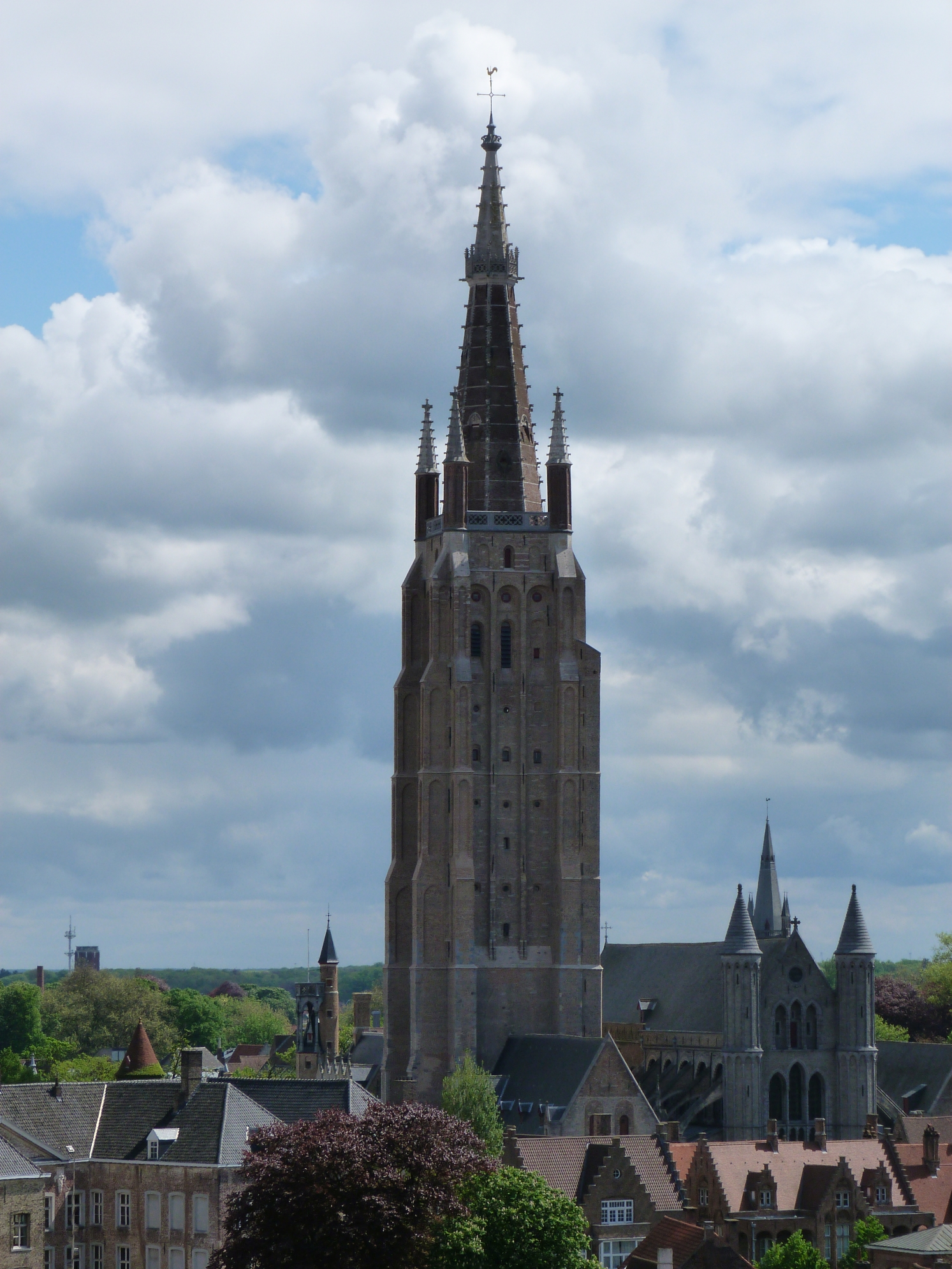
Autre vue.
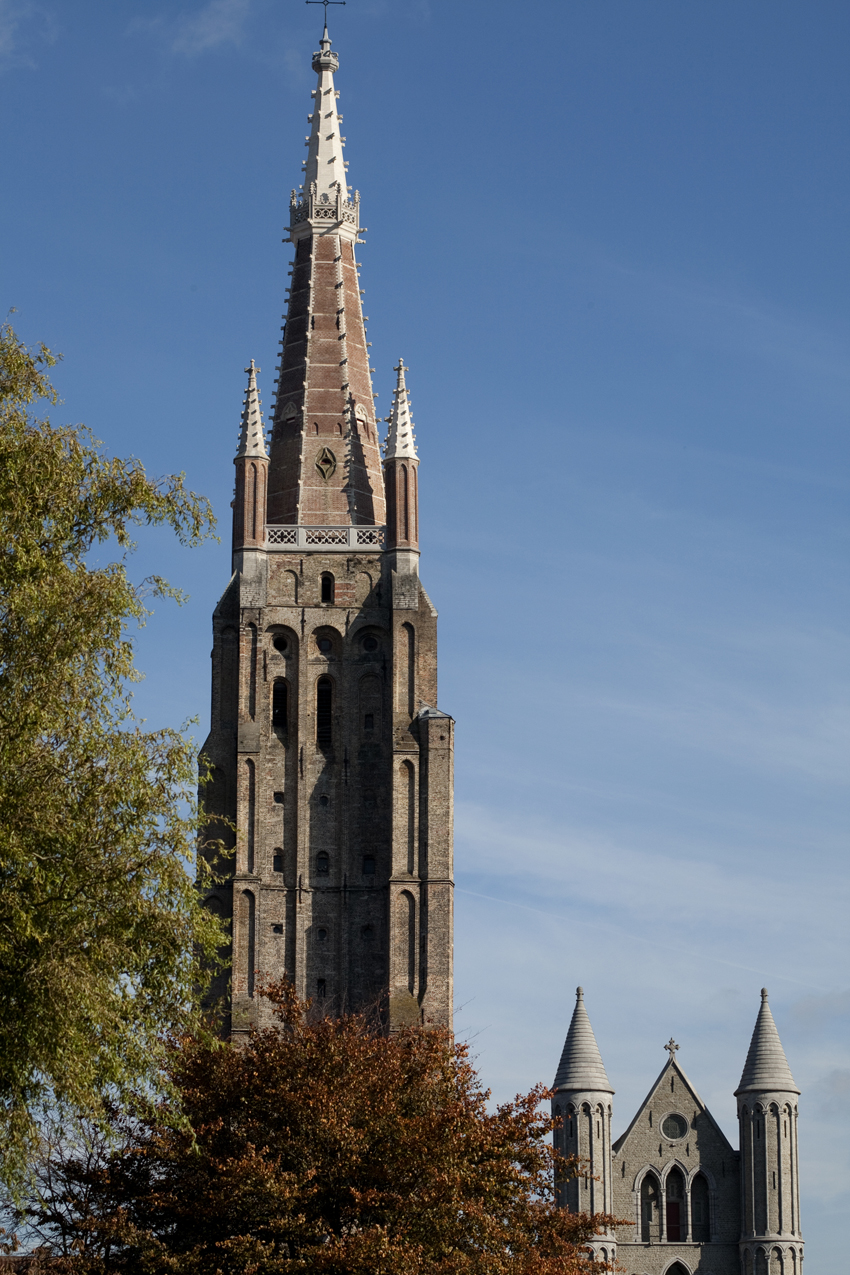
L'impressionnante tour de brique et le haut de la façade.
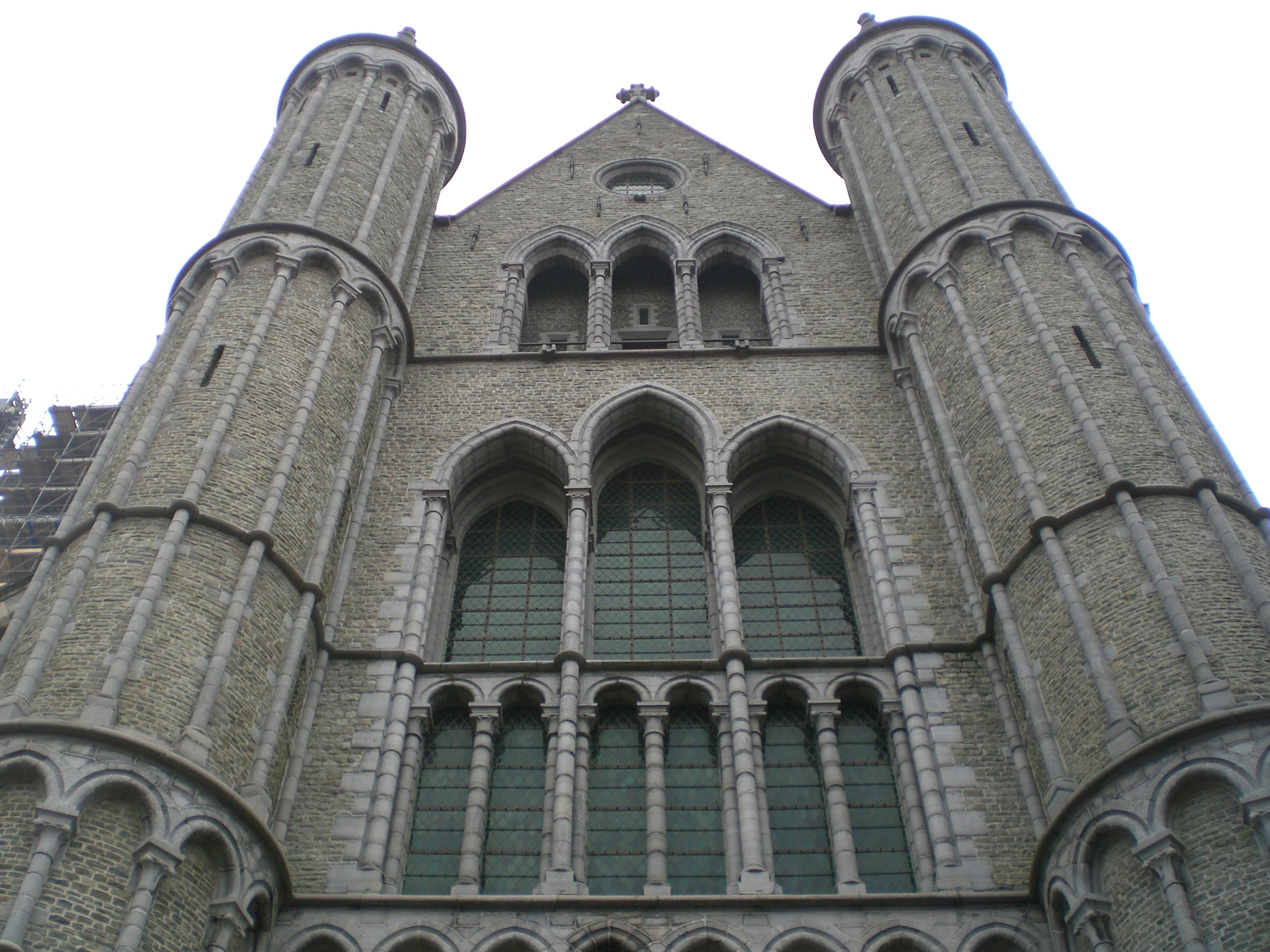
Façade de style gothique scaldien en pierre bleue et grès.